# ジェームズ・ポーク
ジェームズ・ノックス・ポーク（James Knox Polk [poʊk], 1795年11月2日 - 1849年6月15日）は、アメリカ合衆国の政治家、第11代大統領。ノースカロライナ州メクレンバーグ郡に生まれ、後にテネシー州に移住、州知事、連邦下院議員を務める。1844年の大統領選でポークは「ダークホース」の候補であった。彼はテキサスの併合を約束し、ホイッグ党のヘンリー・クレイを破って当選した。ポークは第二政党制の間におけるジャクソン流民主主義のリーダーであった。
ポークは南北戦争前における、最後の「強い」大統領であった。彼は外交政策での成功で有名である。イギリスとの戦争の可能性を唱え、オレゴン境界紛争を決着させた。メキシコがテキサス併合を拒絶したとき、ポークは国を米墨戦争へと導き、その勝利で領土を大きく広げることとなる。彼は1846年にウォーカー関税を成立させ、南部からの支持を得た。また、1913年まで続く国庫システムを確立している。
ポークは海軍士官学校とスミソニアン博物館の開設を監督し、ワシントン記念塔の起工式に立ち会い、アメリカ合衆国における最初の切手発行も監督した。
彼は大統領職を1期のみ務めると約束し、再出馬しなかった。任期終了の3か月後に彼はコレラのため死去した。
歴史学者達は歴代アメリカ合衆国大統領のランキングにおいてポークをその課題達成能力から好意的に格付けしている。一方で、ポークは合衆国の「重要でありながら最も知名度の低い大統領」と呼ばれたのだった。

## 生い立ち
ジェームズ・ポークは1795年11月2日にノースカロライナ州メクレンブルク郡、パインビルの農家（丸太小屋とも）でサミュエル・ポークおよびジェーン・ノックス夫妻の間に10人兄弟の長男として生まれた。父親のサミュエルは農民として成功し奴隷を所有、アイルランド系の測量士でもあった。母親のジェーンはスコットランドの宗教改革者ジョン・ノックスの兄弟の子孫であった。彼女はジェームズを父親のジェームズ・ノックスに因んで命名した。ノースカロライナに初期に入植したスコッツ＝アイリッシュ系入植者の多くと同様に、ノックス家とポーク家は長老派教会を信仰していた。ジェーンは生涯を通して敬虔な長老派信者であったが、サミュエル（その父エゼキエル・ポークは理神論者であった）は独断的な長老派主義者を拒絶した。両親がジェームズを洗礼のため教会に連れて行ったとき、父のサミュエルはキリスト教への信仰を宣言するのを拒否したため、牧師はジェームズの洗礼を拒否した。1803年に一家の親戚の大半がダック川地域（現在のモーリー郡）に移住したが、ポーク一家は1806年までパインビルに留まった。一家はサミュエルが土地投機で成功し、郡判事になるなど繁栄し始めた。ポークは1818年にノースカロライナ大学を卒業、弁護士になり政界に入った。

## 政治経歴
ポークは下院議員（1825年 - 1839年）、下院議長（1835年 - 1839年）およびテネシー州知事（1839年 - 1841年）を務めた。

## 指名と選挙
党推薦のマーティン・ヴァン・ビューレンがテキサス併合に対する反対を表明し、彼を大統領候補として承諾しがたい南部出身者およびアンドリュー・ジャクソン元大統領の人気を失った後、民主党は、党全国大会の第九回投票でダークホース、ポークを指名した。
手紙で指名のことを伝えられて、ポークは返答を書いた。
「衆目の的である大統領候補というものは求めるべきものではないし断るべきものでもない。私はそれを求めたことがない。また、指名が支持者の賛成投票によって与えられたものであるなら、私はそれを自由に断ることもできない。」
"It has been well observed that the office of President of the United States should neither be sought nor declined. I have never sought it, nor should I feel at liberty to decline it, if conferred upon me by the voluntary suffrages of my fellow citizens."
しかしながら、ベテラン政治家のポークは、小さな知名度のまま1844年の大統領選挙戦に入った。彼の相対的な知名度をホイッグ党は「ジェームズ・K・ポークとは誰?」と攻撃した。
結局、ポークのキャンペーン政策は成果をあげた。1844年11月5日にポークはホイッグ党候補ヘンリー・クレイを破った。その選挙で選挙人団の投票クレイの105に対して170を彼は勝ち取った。一般投票はもっと接近しており、ポークが獲得した130万余票のうちの39,000票あまりの差に過ぎなかった。

## 大統領職
一期のみを務めるという決心の元に、ポークは彼の選挙公約を満たすために速やかに行動した。ちょうど4年で彼は、テキサス共和国の合併、イギリスとのオレゴン境界論争の解決、独立した財務システムの再建、メキシコからカリフォルニア、ニューメキシコ、アリゾナ、ネバダ、ユタ、コロラドの一部分およびワイオミングの領域の獲得を成し遂げた。旧メキシコの土地は、米墨戦争後のグアダルーペ・イダルゴ条約の結果として獲得した。任期中、アメリカ合衆国における最初の切手の発行も監督した。さらに、海軍士官学校とスミソニアン博物館の開設も行った。
ポークの多大な政治的業績はしかし、彼の健康に悪影響を及ぼした。彼は4年の在任中、37日しか休暇を取らなかった。ポークは53歳の時、任期終了により、公言通り一期のみでホワイトハウスを去った。大統領就任時は精力的であったが、その在職中に病気がちになり、疲れ果てていたとされる。ニューオリンズ訪問中にコレラに感染したと推測されているが、彼は離職後四ヶ月に満たない内（103日後）にテネシー州ナッシュビルの新居「ポーク・プレイス」で死去した。これは引退後最も短命だった記録である。

### サラ・ポークス

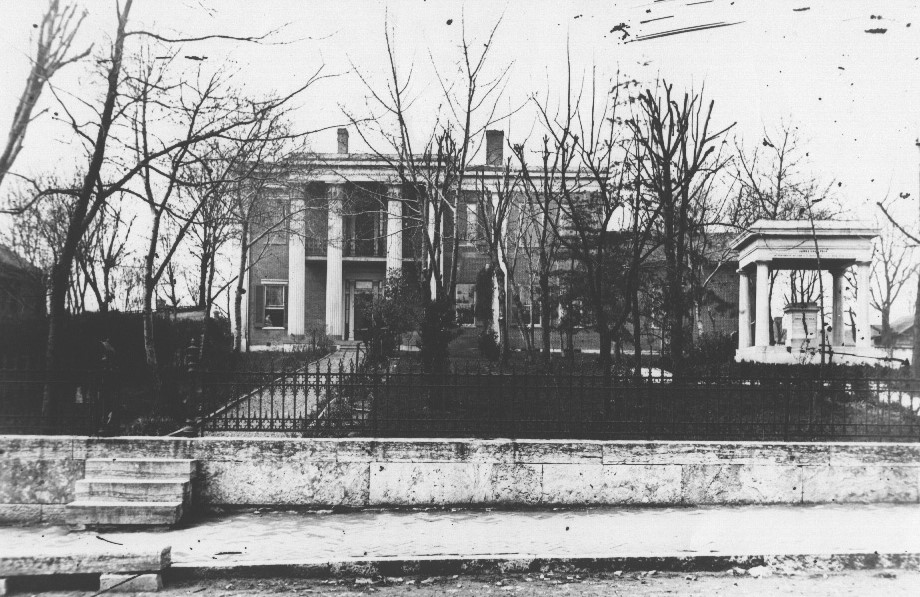
ポーク・プレイス

ポークの妻サラ・チルドレス・ポークは訪問客をしばしば受け入れながら、それから42年間をそこで過ごした。南北戦争中にポーク夫人は、自宅に南軍および北軍指導者の両方を歓迎した。「ポーク・プレイス」は巡礼目的地になり、両陣営の中立の土地として尊重された。ポーク夫人が1891年8月14日に他界した時、彼女は国家によって哀悼された。

#### 大統領万歳
サラ・ポークは、小柄な夫のために、『大統領万歳』を大統領入場の際の音楽として恒常的に使用することを推薦したことで知られる。歴史学者ウィリアム・シールは「ポークは強い印象を与える人物ではなかったので、混雑した部屋に大統領が到着したときの当惑を除くために通知が必要だった。大きな会合では楽隊が（中略）行進曲を演奏するときにドラムロールを鳴らし（中略）大統領のために道が開けられる」、と記している。
この音楽による習慣は、今日まで採用されている。

### 内閣
| 職名     | 氏名                     | 任期            |
| -------- | ------------------------ | --------------- |
| 大統領   | ジェームズ・ポーク       | 1845年 - 1849年 |
| 副大統領 | ジョージ・ダラス         | 1845年 - 1849年 |
| 国務長官 | ジェームズ・ブキャナン   | 1845年 - 1849年 |
| 財務長官 | ロバート・ウォーカー     | 1845年 - 1849年 |
| 陸軍長官 | ウィリアム・マーシー     | 1845年 - 1849年 |
| 司法長官 | ジョン・ヤング・メイソン | 1845年 - 1846年 |
| 司法長官 | ネイサン・クリフォード   | 1846年 - 1848年 |
| 司法長官 | アイザック・トウシー     | 1848年 - 1849年 |
| 郵政長官 | ケイヴ・ジョンソン       | 1845年 - 1849年 |
| 海軍長官 | ジョージ・バンクロフト   | 1845年 - 1846年 |
| 海軍長官 | ジョン・ヤング・メイソン | 1846年 - 1849年 |

## ポーク・ドクトリン
合衆国の領土膨張は南西部テキサスに向けても、また北方のオレゴンにおいても、神が我々に命じたもうた使命である

こう語って大統領選挙を制したポークは就任（1845年3月）直後からオレゴン領土問題の進展を英国に強硬に主張し、結果大幅な譲歩（現在のワシントン州）を勝ちとって決着させた（1846年6月）。またこの動きと呼応するように、テキサス以西カリフォルニアまでの領土買収をメキシコに持ち掛け、これを拒否されるやメキシコに宣戦を布告した（米墨戦争）。開戦はリオ・グランデ川東岸（テキサス）の防衛を口実としたが、合衆国軍は当初よりメキシコ領の奥深くカリフォルニアにまで侵入し、最終的には首都メキシコシティを占領（1847年9月）してニューメキシコからカリフォルニアに到るまでの広大な（メキシコ領土のほとんど半分、英仏両国の本土を足した領域よりも広い）領土を僅かな金額で獲得した（1848年2月、グアダルーペ・イダルゴ条約）。
ポーク政権の行動は19世紀の合衆国における領土膨張のハイライトともなったが、その理由の一端はポークが議会にあてた教書の中に示されている。以下要旨。
合衆国史上もっとも傲慢にみえるこの教書は1823年のモンロー・ドクトリンを更に拡大したものとして「ポーク・ドクトリン」と呼ばれた。その核心は、合衆国が今後北米大陸における覇権的盟主であることの宣言であり、これは西へ拡大する合衆国の前にニューメキシコ、カリフォルニアがある限り、この二つの地域は合衆国に譲られるのが当然であるとの主張を欧州列強だけでなくメキシコに対しても傲然と言い放った宣言にほかならなかった。

## トリビア
最も公約を果たした大統領とされる。身長5フィート8インチ（約173cm）。